# 리젠하오
리젠하오(2003년 6월 17일 ~ )는 대만의 배우다.

## 방송
- About Youth (2022)
- Stand by Me (2023)
- SCOOL (2024)